# Drimolen
Drimolen ist eine pleistozäne Fossilien-Fundstätte in der Provinz Gauteng, Südafrika, in der Nähe des Rhino and Lion Nature Reserve, rund sieben Kilometer nördlich der Höhlen von Sterkfontein. Es handelt sich gleichfalls um ein ehemaliges Höhensystem, das sich in einem Dolomit-Vorkommen gebildet hatte und allmählich wieder verfüllt wurde. Die ältesten Fossilien führenden Schichten wurden biostratigraphisch (anhand von Tierfossilien) auf ein Alter von rund 1,5 bis 2 Millionen Jahre datiert.
Drimolen hat eine Fläche von ungefähr 1800 Quadratmetern und liegt im Gebiet der so genannten Cradle of Humankind, rund fünf Kilometer nördlich von Kromdraai. Der Ort wurde 1992 vom südafrikanischen Geologen André W. Keyser (* 1938; † 15. August 2010) als Fossilien führend erkannt, als er nach seiner frühen Pensionierung – er war bis dahin beim Geological Survey of South Africa beschäftigt – einen Ort für eine künftige paläontologischen Freizeitbeschäftigung („retirement hobby“) suchte. Der Name bezieht sich auf den Eigner der Farm im Jahr 1992, auf dessen Gelände der Fundplatz sich befindet, van Drimolen, und wurde unter Keysers Leitung bis zu dessen Tod erforscht.
Herausragende Fundstücke waren 1994 der nahezu vollständige Schädel mit zugehörigem Unterkiefer DNH 7 sowie der fast vollständig bezahnte Unterkiefer DNH 8, die beide Paranthropus robustus zugeschrieben wurden. Zahlreiche weitere Knochen- und Zahnfunde, darunter eine relativ große Anzahl an Milchzähnen, wurden teils ebenfalls als Überreste von Paranthropus robustus interpretiert, teils einer nicht sicher identifizierbaren „nicht-robusten“ Australopithecinen-Art zugerechnet und teils – darunter das Fossil DNH 35 – ohne Artzuordnung zur Gattung Homo gestellt; die Fossilien DNH 45 und DNH 70 gehören möglicherweise zu Homo habilis, DNH 70 wurde aber auch zu Homo gautengensis gestellt.
Im April 2020 wurde in der Fachzeitschrift Science das Fossil DNH 134 beschrieben, der mit 2,04 bis 1,95 Millionen Jahre älteste bislang bekannte Fund von Homo erectus.
Geborgen wurden aus der Fossilienlagerstätte auch Knochen diverser Tierarten, darunter Paviane (Papio robinsoni) und Meerkatzenverwandte, Großkatzen (unter anderem Dinofelis), Hyänen und etliche Arten der Hornträger.
An einigen Tierknochen wurden Spuren von Bearbeitungen beschrieben, die als frühe Werkzeuge aus der Zeit von Paranthropus robustus gedeutet und mit dem Verzehr von Termiten in Zusammenhang gebracht wurden.

## Belege
1. ↑   André W. Keyser et al.: Drimolen: a new hominid-bearing site in Gauteng, South Africa. In: South African Journal of Science. Band 96, Nr. 4, 2000, S. 193–197, doi:10.10520/AJA00382353_8903.
2. ↑  André W. Keyser: The Dawn of Humans: New Finds in South Africa. In: National Geographic. Mai 2000, S. 78 und 82.
3. ↑  André W. Keyser: The Drimolen skull: the most complete australopithecine cranium and mandible to date. In: South African Journal of Science. Band 96, 2000, S. 189–193, Volltext (PDF; 626 kB). (Memento vom 30. Juli 2020 im Internet Archive)
4. ↑  Darren Curnoe, Phillip V. Tobias: Description, new reconstruction, comparative anatomy, and classification of the Sterkfontein Stw 53 cranium, with discussions about the taxonomy of other southern African early Homo remains. In: Journal of Human Evolution. Band 50. Nr. 1, 2006, S. 36–77,  doi:10.1016/j.jhevol.2005.07.008.
5. ↑  Darren Curnoe: A review of early Homo in southern Africa focusing on cranial, mandibular and dental remains, with the description of a new species (Homo gautengensis sp. nov.). In: HOMO – Journal of Comparative Human Biology. Band, Nr. 3, 2010, S. 151–177, doi:10.1016/j.jchb.2010.04.002.
6. ↑  Andy I. R. Herries et al.: Contemporaneity of Australopithecus, Paranthropus, and early Homo erectus in South Africa. In: Science. Band 368, Nr. 6486, 2020, eaaw7293, doi:10.1126/science.aaw7293.
 Our direct human ancestor Homo erectus is older than we thought. Auf: eurekalert.org vom 2. April 2020.
7. ↑  Hannah J. O’Regan, Colin G. Menter: Carnivora from the Plio-Pleistocene hominin site of Drimolen, Gauteng, South Africa. In: Geobios. Band 42, Nr. 3, 2009, S. 329–350, doi:10.1016/j.geobios.2009.03.001.
8. ↑  Lucinda Backwell, Francesco d’Errico: Early hominid bone tools from Drimolen, South Africa. In: Journal of Archaeological Science. Band 35, Nr. 11, 2008, S. 2880–2894, doi:10.1016/j.jas.2008.05.017.
9. ↑  Lucinda R. Backwell, Francesco d’Errico: Evidence of termite foraging by Swartkrans early hominids. In: PNAS. Band 98, Nr. 4, 2001, S. 1358–1363, doi:10.1073/pnas.98.4.1358.

Koordinaten: 25° 58′ 8″ S, 27° 45′ 21″ O